# Nédélec
Nédélec es un municipio-cantón de la provincia de Quebec, Canadá. Está ubicado en el municipio regional de condado de Témiscamingue y a su vez, en la región administrativa de Abitibi-Témiscamingue. Hace parte de las circunscripciones electorales de Rouyn-Noranda - Témiscamingue a nivel provincial y de Abitibi-Témiscamingue a nivel federal.

## Geografía
Nédélec se encuentra ubicada en las coordenadas 47°41′00″N 79°26′00″O / 47.68333, -79.43333. Según Statistics Canada, tiene una superficie total de 374.06 km² y es una de las 1135 municipalidades en las que está dividido administrativamente el territorio de la provincia de Quebec.

## Demografía
Según el censo de 2011, había 403 personas residiendo en este cantón con una densidad poblacional de 1.1 hab./km². Los datos del censo mostraron que de las 416 personas en 2006, en 2011 el cambio poblacional fue de -13 habitantes (-3.1%). El número total de inmuebles particulares resultó de 175 con una densidad de 0.47 inmuebles por km². El número total de viviendas particulares que se encontraban ocupadas por residentes habituales fue de 165.